# Hobbitok
A hobbitok (vagy félszerzetek, Szobotka Tibor fordításában: babók) kitalált lények J. R. R. Tolkien univerzumában. Először a Hobbit (a Szobotka-féle fordításban: A babó) című meseregényben jelennek meg, de fontos szerepet játszanak a Hobbit folytatását képező Gyűrűk Urában is.

## Jellemzésük
A hobbitok 60 cm és 120 cm közti magasságúak, az átlagmagasság kb. 90 cm. Köpcösek, fülük enyhén hegyes. Lábuk szőrös, talpukon kemény a bőr, a legtöbb hobbit nem visel cipőt. Egy – a filmeknek is köszönhetően széles körben elterjedt – téves nézet szerint lábuk az emberekéhez képest nagy, de valójában testméretükhöz viszonyítva tűnik nagynak csupán. Mindezektől eltekintve külsejük teljesen emberszerű. Három fő alfajra, rasszra oszlanak: a sztúrokra, a gyaplábúakra és az irhafakókra.
Tolkien egy levélben, melyet A hobbit c. könyv amerikai kiadójának, a Houghton Mifflinnek írt, így számolt be elképzeléseiről (konkrétan Bilbó alakjáról):
„Nagyon is emberszerű figurát képzelek magam elé, nem afféle »tündérkét«, mint a jelek szerint angol olvasóim nagy része: pocakost, rövidecske lábút. Kerekded, kedélyes arc, a fül éppen hogy csak »tündéresen« hegyes, rövid és göndör (barna) haj. A lábfejeket a bokától kezdve barna, bolyhos szőrzet fedi. Ruházata: zöld bársonynadrág, piros vagy barna mellény, barna vagy zöld zakó, arany (vagy sárgaréz) gombokkal, és egy sötétzöld, csuklyás köpeny (ami egy törp tulajdonát képezi). A mérete – csak akkor lényeges, ha más tárgyak is szerepelnek a képen – mondjuk olyan három láb, vagy három láb hat hüvelyk”.
A hobbitok békés vidéki életet élnek. Átlagéletkoruk 100 év körüli, de elélnek 130 évig is. Emiatt később válnak nagykorúvá is, mint az emberek, 33 évesen (tehát egy hetvenéves hobbit középkorúnak számít). Szeretik a sört, hasonlóan az angol falusi néphez, akikről Tolkien mintázta őket. Lakhelyüket, a Megyét (angolul: The Shire) is az Angliában gyakori megyenevekből (Lancashire, Shropshire) vette Tolkien.
Tolkien leírása szerint a hobbitok „naponta legalább hatszor étkeznek, ha tudnak”.  A Peter Jackson rendezte film szerint a hobbitok legalább hétszer esznek naponta: reggeli, második reggeli, tízórai, ebéd, uzsonna, estebéd és vacsora. 
A hobbitok szenvedélyesen rajonganak a gombáért.

## Eredetük
A hobbitok rokonai az embereknek, az emberi faj törpenövésű alfaját képezik (vagy egy másik, de az emberekkel rokon, közös ősből eredő fajt). Pontos eredetük nem ismert.

## Elnevezésük
A hobbitokat kis méretük miatt félszerzeteknek is hívják (sindarin nyelven: perian, gyűjtőnéven: periannath, angol fordításban: halfling(s)). Ezt az elnevezést azonban ők sértőnek (mai szóval politikailag inkorrektnek) tartják, mivel ők nem csak valaminek a fele.
Tolkiennek a névhez alkotott etimológiája szintén érdekes. Visszaemlékezése szerint maga a szó elsősorban csak úgy az eszébe jutott 1930 körül, nem tudatosan gondolta ki.
Máig látom a Northmoor Road 20-as számú házam sarkát, ahol az ötlet első bevillanása történt. Ott [jobbra mutat] állt egy óriási halom vizsgadolgozat […]. Emlékszem, ahogy felemeltem egy lapot és észrevettem […], hogy az egyik oldalát üresen hagyták. […] így hát ráfirkantottam, magam sem tudom, miért: »Volt egyszer egy földbe vájt lyuk, abban élt egy hobbit«." (Tolkien in Oxford – BBC-műsor, 1968).
Bár emellett azt is lehetségesnek tartotta, hogy a szót tudat alatt Sinclair Lewis Babbit c., egy reménytelenül középosztálybeli úriemberről szóló szatirikus regényének címe ihlette.
Tolkien megtehette volna, hogy a német eredetű hob előtaggal kapcsolja össze, ami kicsit jelent – de angol tájnyelven "falusiast" is, ami szintén illik a falusias, földművelő hobbitokra –, ez azonban csak a 13. században jelent meg, ami az ő mércéjével mérve túl késői, ezért az óangol hol-bytla, azaz „üreglakó” szóból származtatta. Később, mikor Tolkien jobban nekiállt kidolgozni a nyelvek kapcsolatait, a hobbit szót az angolszász Holbytlan, „üregépítő” szóból eredeztette.
Mások feltételezték, hogy a szó nem Tolkien alkotása, vagy nem teljes egészében az. Volt rá példa, hogy – A hobbit c. regény megjelenése után – összefüggésbe hozták a közismerten üreglakó állatot, a nyulat jelentő angol rabbit szóval, ezt az összehasonlítást Tolkien tagadta. Az egyik legmegdöbbentőbb felfedezés Tolkien halála után látott napvilágot: kiderült, hogy a hobbit szó szerepel egy 1895-ben kiadott listán, amely kb. 200 fantázialény angol megnevezését és rövid leírását tartalmazza. E lista egy The Denham Tracts c. kötetben szerepel, melyet Michael Aislabie Denham folklorista gyűjtéseiből állított össze és adott ki dr. James Hardy Londonban. A lista és azon a "hobbit" szó nemcsak a mű II. kötetében, a 79. oldalon szerepel, hanem a névmutatóban is, ahol jelentését "a szellemek egy csoportjaként" határozzák meg. Arra azonban nincs bizonyíték, hogy Tolkien ismerte volna ezt a listát. Más folklorisztikai elemekkel is összefüggésbe hozták a "hobbit" szót (néhol a vidéki tündéreket és koboldokat Hobnak vagy Hobthrustnak hívják, egy tündérmese-gyűjteményben szerepel a hobyah nevű kitalált nép stb.).
A hobbit szó regény szerint a rohani nyelvből ered (amely valójában az angolszász megfelelője Tolkien világában); "eredetileg", nyugori nyelven kuduk-nak hívták őket, amely a rohani kûd-dûkan-ból (üreglakó) ered.
A hobbit szó volt az első, amit Tolkien kitalált a regényből.

## A hobbitokról elnevezett emberfaj vagy embercsoport
2004 szeptemberében az indonéziai Flores szigetén különös maradványokra bukkant rá egy régészcsoport. Körülbelül egy méter magas felnőtt csontjait ásták elő a Liang Bua barlangban. Homo floresiensisnek (floresi embernek) nevezték el őket, de szokás indonéziai hobbitnak is hívni.
Egyesek külön fajnak tekintik őket, és úgy tartják, hogy a homo erectusból fejlődtek ki, de kisebb volt az agyvelejük, mint a mai csimpánznak. Ennek ellenére finom kőeszközöket készítettek, és ismerték a tüzet. 11000 éve haltak ki. Kihalásuk oka ismeretlen, talán a modern emberrel való találkozás, vagy végzetes táplálékhiány.
Ehhez kapcsolható az is, hogy egyes vélemények szerint nem alkottak külön fajt, csak táplálkozási rendellenességben (jódhiányban) szenvedtek, és ettől alakult ki náluk a kretenizmus. A kis termet evolúciós magyarázata általában is legtöbbször az, hogy a kevés rendelkezésre álló táplálék mellett azok az egyedek maradnak életben, akik kisebb mennyiséggel is beérik, azaz kisebb termetűek.
Más vélemények a lábfej szerkezetéből kiindulva azt állítják, hogy a hobbitok fejlődési vonala még a Homo erectus előtt elvált a mai ember evolúciójától, így csak igen távoli rokonaink.

## Közismert hobbitok
- Zsákos Bilbó
- Zsákos Frodó
- Csavardi Samu
- Borbak Trufiádok (Trufa)
- Tuk Peregrin (Pippin)
- Bögyös Fredegár (Pufi)
- Tarisznyádi-Zsákos Lothó és Othó
- Öreg Tuk
- Tuk Bandobras (Bikabúgó)

Habár A hobbit megemlíti, hogy Gandalf "oly sok békés fiú és lány távozásáért felelős, akik elmentek a kéklő messzeségbe eszetlen kalandot keresni", a Tolkien-könyvben egyetlen hobbitlány sem szerepel, aki így tenne; mindazonáltal néhány hobbitnő szerepel a történetben, például Tarisznyádi-Zsákos Lobélia vagy Csűrös Rozi.